# Рейнир
Рейни́р (англ. Mount Rainier) — стратовулкан в округе Пирс штата Вашингтон (США), высочайшая точка Каскадных гор (4392 м) и высочайший вулкан США, не считая территорию Аляски. Назван в честь британского адмирала Питера Реньера. 
Вулкан и прилегающая территория площадью 953,5 км² имеют статус национального парка «Маунт-Рейнир».

## География
Рейнир является высочайшей точкой Каскадных гор; его высота над уровнем моря — 4392 метра. Относительная высота — 4030 м, что на 10 м выше, чем относительная высота 4020 м у Чогори, второй после Эвереста вершины мира по абсолютной высоте (8611 м). 
До высоты 2500 м вулкан покрыт хвойными лесами, выше — альпийские луга, выше 2800—3000 м — ледники и вечные снега. 
Гора находится на территории округа Пирс, в 88 км юго-восточнее Сиэтла. В ясную погоду вершина видна из Портленда (Орегон) и Виктории (остров Ванкувер).

## Вулканическая активность
Рейнир — спящий стратовулкан, небольшие извержения регистрировались в 1820—1854 гг., но имеются свидетельства о вулканической активности также в 1858, 1870, 1879, 1882 и 1894 годах.
Согласно данным Геологической службы США (USGS), в случае сильного извержения в опасности могут оказаться около 150 тыс. человек.

## Ледники
На склонах и ледниках Рейнира находятся истоки многих рек (бассейны Пуйаллупа, Уайт-Ривер, Колумбии). Всего на вершинах вулкана находится 40 ледников общей площадью 87 км². Самый крупный из них — ледник Эммонса площадью 14 км² (11,1 км² на 2005 год), который также является крупнейшим по площади горным ледником США, не считая Аляски. Он назван в честь геолога Сэмюэля Франклина Эммонса (1841—1911), принимавшего участие в исследовании горы Рейнир в 1870 году.  
Ледник находится на северо-восточном фланге горы, стекая с высоты 4200 м и заканчиваясь на высоте примерно 1600 м. В 1930-х годах было замечено, что он быстро отступает. В 1963 году в результате камнепада с пика Литл-Тахома нижнюю часть ледника засыпало обломками. Упавшая горная порода остановила таяние льда, и ледник постепенно начал расти. Особенно сильно площадь ледника увеличилась в 1980-е годы; в начале 1990-х он продолжил наступать, но более медленными темпами. К 2003 году ледник снова начал отступать. Лёд под обломками таял неравномерно и образовывал обширную торосистую территорию. 
С той же стороны горы находится Ледник Уинтропа площадью 9,1 км². Начинающийся на высоте 4400 м, в верхней части он прилегает к леднику Эммонса, затем их разделяет хребет Стимбот-Прау. На этом хребте, на восходительном маршруте «Колумбия-Крест» (Columbia Crest route) находится лагерь спасательной службы Кемп-Шерман, сооружённый в 1958—1961 годах. Ледник Уинтропа заканчивается в лесу на высоте примерно 1500 м, его растаявший лёд даёт исток водам Белой реки.

## Альпинизм
Долгое время подъём на Рейнир, высочайший и самый популярный пик Каскадных гор, контролировала Служба национальных парков США. Монополистом, имевшим лицензию, была компания Лу Уитакера  Rainier Mountaineering, гиды которой водили клиентов к вершине по южному маршруту: станция рейнджеров «Парадайз-Инн» (1600 м) — ночёвка в лагере «Мюир» (3000 м) — 1200 метров по леднику до вершины. Параллельно подъёмы на гору организовывал Скотт Фишер. Не имея права водить клиентов по территории «Маунт-Рейнир», он проводил их нелегально по восточной стороне горы, через лагерь Шермана и ледник Эммонса. Гиды Rainier Mountaineering по этому маршруту обычно не ходили, однако знали о Фишере, но не докладывали об этом начальству и контролирующим органам
31 мая 2014 года при восхождении на кряж Свобода (англ. Liberty Ridge) горы Рейнир погибли шестеро альпинистов. Это стало самой крупной альпинистской трагедией за всю историю гор штата Вашингтон.